# Arto Tolsa
Pour les articles homonymes, voir Arto (homonymie) et Tolsa.
Arto Vilho Tolsa  est un footballeur finlandais, né le 9 août 1945 à Kotka (Finlande) et mort le 30 mars 1989 à Kotka (Finlande).

## Biographie
Arto Tolsa a commencé sa carrière de footballeur dans le club principal de sa ville natale Kotkan Työväen Palloilijatles finlandais qui évolue en Division 1. Avec ce club, il est meilleur buteur du Championnat en 1964 et remporte la Coupe de Finlande en 1967.
L'année suivante, il rejoint le club belge de K Beerschot VAV où il reste 9 saisons et devient une pilier de la défense. Il joue 200 matchs et marque 14 buts et remporte deux fois la Coupe de Belgique avec les Mauve et Blanc, en 1971 et 1979.
Le joueur finlandais revient dans son club d'origine à Kotka où il remporte une nouvelle Coupe de Finlande en 1980 et met un terme à sa carrière en 1982.
Tolsa a été plusieurs fois élus footballeur finlandais de l'année et a joué 76 matchs et marqué 10 buts pour l'équipe nationale de Finlande.
Arto Tolsa est décédé prématurément en 1989. Le stade du FC KooTeePee, et du KTP Kotka  porte le nom du joueur pour honorer sa mémoire.
Le joueur professionnel de hockey sur glace, Jari Tolsa est son neveu.

## Palmarès
- International finlandais de 1964 à 1981 (77 sélections et 9 buts marqués)
- Meilleur buteur du Championnat de Finlande en 1964 (22 buts)
- Footballeur finlandais de l'année en 1971, 1974 et 1977
- Vainqueur de la Coupe de Finlande en 1967 et 1980 avec KTP Kotka
- Vainqueur de la Coupe de Belgique en 1971 et 1979 avec K Beerschot VAV